# Lisa Unruh
Lisa Unruh (Berlino, 12 aprile 1988) è un'arciera tedesca, vincitrice della medaglia d'argento olimpica alle olimpiadi di Giochi di Rio de Janeiro 2016 nell'individuale.

## Palmarès
- Giochi olimpici

Rio de Janeiro 2016: argento nella gara individuale.
- Mondiali

Città del Messico 2017: argento nella gara a squadre mista.
- Europei

Vittel 2008: argento nella gara a squadre.
Amsterdam 2012: bronzo nella gara a squadre.